# 오를레앙 공주 마리 (1865년)
마리 오를레앙(프랑스어: Marie d'Orléans, 1865년 1월 13일 ~ 1909년 12월 4일)은 덴마크의 왕녀로 덴마크 왕자 발데마르의 아내이다.

## 생애
영국 잉글랜드 런던에서 오를레앙가 출신의 샤르트르(Chartres) 공작인 로베르(Robert)와 그의 아내인 오를레앙(Orléans) 공작 프랑수아스(Françoise)의 장녀로 태어났으며 프랑스의 루이 필리프 1세 국왕의 증손녀이기도 하다. 그의 가족들은 1848년 혁명을 계기로 잉글랜드로 이주했고 1871년 나폴레옹 3세 정권이 붕괴되면서 프랑스로 이주했다.
1885년 10월 20일에는 프랑스 파리에서 덴마크의 크리스티안 9세 국왕의 아들인 발데마르와 민사 결혼을 진행했으며 10월 22일에는 노르망디에서 종교 결혼을 진행했다. 로마 가톨릭교회 신자였던 마리는 루터교 신자였던 발데마르와 결혼했기 때문에 교황의 승인이 필요했다. 두 사람의 혼인 서약서에는 이들 부부 사이에서 태어난 아들은 아버지와 같은 루터교, 딸은 어머니와 같은 로마 가톨릭교회에 속한다고 명시되었다.
마리와 발데마르 부부는 코펜하겐 교외에 위치한 베른스토르프 성(Bernstorff)에 거주했다. 발데마르 왕자는 1883년부터 그리스와 덴마크의 왕자 요르요스(그리스의 요르요스 1세 국왕의 아들)와 거주했다.
마리는 덴마크 왕실의 몇몇 인사들과는 달리 자유분방한 편이었기 때문에 덴마크 국민들로부터 큰 인기를 받았다. 마리는 덴마크어를 구사하지 못했지만 남편과의 관계는 좋았다. 마리는 덴마크 궁정 소속 예술가들과의 교류를 즐겼으며 오토 바케(Otto Bache), 프란츠 헤닝센(Frants Henningsen)과 함께 그림, 사진을 제작했다. 또한 샬로텐보르궁(Charlottenborg)에서 열린 3차례의 미술 전람회(1889년, 1901년, 1902년)에 그림을 출품했고 덴마크 미술 아카데미의 회원으로 활동하기도 했다.
마리는 당시의 덴마크 왕족 출신 여성과는 달리 정치에 적극 관여했다. 1901년에는 크리스티안 9세 국왕을 설득시키면서 민주적인 서거를 통해 수립된 덴마크의 사회주의 정권을 수립했다. 1902년에는 덴마크령 서인도 제도(현재의 미국령 버진아일랜드)를 미국에 매각하는 구상을 폐기시켰다.
마리는 1894년에 체결된 러불 동맹의 수립, 1905년에 일어난 제1차 모로코 위기 수습에 관여했을 정도로 프랑스의 국익을 중시했다는 점에서 프랑스의 신문으로부터 높은 평가를 받았다. 마리는 동아시아 회사의 창업자였던 자신의 친구인 한스 닐스 안데르센(Hans Niels Andersen)을 적극 지원했다.
1909년 코펜하겐 교외에 위치한 베른스토르프 성(Bernstorff)에서 사망했다. 남편과 세 명의 아들들은 시암(현재의 태국)을 거쳐 인도에 체류하고 있었기 때문에 장례식에 참석하지 못했다.

## 자녀
| 사진 | 이름       | 생일             | 사망                  | 기타                                              |
| ---- | ---------- | ---------------- | --------------------- | ------------------------------------------------- |
|      | 오게       | 1887년 6월 10일  | 1940년 2월 19일(52세) | 이탈리아 백작의 딸인 마틸다 칼비와 귀천상혼, 1남  |
|      | 악셀       | 1888년 8월 12일  | 1964년 7월 14일(75세) | 스웨덴의 마르가레타와 결혼, 2남                   |
|      | 에리크     | 1890년 11월 8일  | 1950년 9월 10일(59세) | 캐나다인 로이즈 프란시스 부스와 귀천상혼, 1남 1녀 |
|      | 비고       | 1893년 12월 25일 | 1970년 1월 4일(76세)  | 미국인 엘리노어 그린과 귀천상혼, 자녀 없음        |
|      | 마르가레트 | 1895년 9월 17일  | 1982년 9월 18일(87세) | 부르봉파르마의 르네와 결혼, 3남 1녀               |